# Vyšné Hágy
Vyšné Hágy est une localité de la ville de Vysoké Tatry. Elle est située à 1 125 m d'altitude. Fondé en 1890, elle est actuellement le centre thermal le plus important des Hautes Tatras.